# Cristoforo della Rovere
Cristoforo della Rovere (Turín, 12 de junio de 1434 - Roma, 1 de febrero de 1478) fue un eclesiástico italiano, obispo y cardenal, nepote de Sixto IV. 

## Biografía
Hijo de Giovanni della Rovere, señor de Vinovo, y de Anna Del Pozzo, se doctoró en derecho en la Universidad de Bolonia y entró a formar parte de la administración de justicia del Ducado de Saboya.
La familia de los Della Rovere del Piamonte, de ascendencia noble, no tenía relación de parentesco con los Della Rovere de Liguria, dedicados al comercio, pero cuando en 1471 fue elegido papa Sixto IV, perteneciente a esta última rama familiar, los acogió bajo su protección.  Cristoforo fue nombrado castellano de Sant'Angelo, protonotario apostólico y en 1472 arzobispo de Tarentaise, aunque nunca viajó a su diócesis, gobernándola por medio de vicarios.  
Residiendo en Roma junto a la corte papal, representó los intereses de la Casa de Saboya y de Carlota de Lusignan, viuda del duque Luis de Saboya, que en aquellos años se disputaba el Reino de Chipre con Caterina Cornaro.
En el consistorio de diciembre de 1477 fue creado cardenal del título de San Vital.  Murió dos meses después a los 44 años de edad.  Fue sepultado en la capilla de San Girolamo de la iglesia de Santa Maria del Popolo, donde su hermano Domenico mandó erigir un monumento obra de Andrea Bregno y Mino da Fiesole.